# V617 Возничего
V617 Возничего (лат. V617 Aurigae), HD 37453 — тройная звезда в созвездии Возничего на расстоянии (вычисленном из значения параллакса) приблизительно 1430 световых лет (около 439 парсеков) от Солнца.
Пара первого и второго компонентов — двойная затменная переменная звезда типа Беты Лиры (EB). Видимая звёздная величина звезды — от +8,21m до +8,03m. Орбитальный период — около 66,76 суток.

## Характеристики
Первый компонент (TYC 2404-1097-1) — жёлто-белая звезда спектрального класса F5II, или F4III, или F5. Видимая звёздная величина звезды — +8,4m. Масса — около 1,206 солнечной, радиус — около 78,996 солнечных. Эффективная температура — около 5016 K.
Второй компонент (TYC 2404-1097-2) — бело-голубая Be-звезда спектрального класса Be. Видимая звёздная величина звезды — +11,4m. Удалён на 1 угловую секунду.
Третий компонент — красный карлик спектрального класса M. Масса — около 408,87 юпитерианских (0,3903 солнечной). Удалён на 1,592 а.е..